# البيوت أسرار (مسلسل سوري)
البيوت أسرار مسلسل سوري يقع في 24 حلقة، من إخراج علاء الدين كوكش. مأخوذ عن رواية ثم أزهر الحزن للكاتب فاضل السباعي. ووضعت السيناريو له رانيا بيطار، وتدور أحداثه في مدينة حلب، حيث صور هناك. ويؤدي الأدوار فيه عدد من الفنانين منهم: جيانا عيد وجيهان عبد العظيم.

## القصة
يتناول قصة «أم علاء» أرملة ولديها أربع بنات وصبي جاء للحياة بعد رحيل والده، ومعاناة هذه الأم في تربية أولادها الخمسة في ظروف حياتية صعبة إلى أن تصل بهم لبر الأمان، بعد تضحيات ومعاناة كبيرة ممتهنة حرفة الخياطة. هذا المحور الأساسي في المسلسل إلى جانب قصص وعائلات أخرى يتناولها تتضافر مع قصة العائلة الأساسية «عائلة أم علاء»، كعائلة الحاج هلال الذي يتزوج أربع نساء ومدى معاناته من تجربته في الزواج المتكرر ضمن خط كوميدي خفيف. وإلى جانب عائلة العم (أحمد)، الذي تعاني زوجته من عدم الإنجاب فيتركها ويتزوج بأخرى ليكتشف أخيرا انه هو الذي لا ينجب.

## طاقم العمل
| - رضوان سالم - ماري جغل: أمل - جيهان عبد العظيم: هالة - أمية ملص - غسان مكانسي: احمد - يارا صبري | - ريم عبد العزيز: نجيبة - منال عفيفي - أحمد حداد: أبو سمير - ياسين عدس: دكتور مفيد - ادريس عطار - كامل جابر: عبدو | - غسان دهبي - عمرو بادنجكي - جيانا عيد: ام علاء - سمر كوكش: رابعة - محمد مالك - ليلى جبر | - هدى الركبي - جيني إسبر - ثراء دبسي - نبال الجزائري - مأمون الفرخ - مالك محمد | - منصور الفيلي - محمد دباغ: علاء - ماكدة مورة: أم عبدو - عمر حجو:الحاج هلال ابوعبدو |